# Uadi Tassaout
El uadi Tassaout, a veces escrito  Tessaout (árabe : واد تسّوت ; bereber : Asif Tassawt  o ⴰⵙⵉⴼ ⵜⴰⵙⵙⴰⵡⵜ), es un curso de agua marroquí, afluente por la margen izquierda del río Oum Er-Rbia, cuya cuenca está a caballo entre las regiones Marrakech-Safí y Beni Melal-Jenifra. Nace en el Alto Atlas y desemboca en el río Oum Er-Rbia, a una quincena de kilómetros al suroeste de El Borouj.

## Curso
El Tassaout  nace en la vertiente norte del macizo del Ighil M'Goun. Excava luego un valle encajado, el valle del  Tassaout, un valle aislado a veces llamado el "valle perdido", donde vive la tribu Fetouaka. Su curso sigue una dirección oeste, hasta la altura del pueblo de Toufghine, donde el río está atravesado por la  carretera R307 que conecta Demnate con Uarzazat. Es la única carretera asfaltada en la parte montañosa del curso del Tassaout. El río se orienta luego hacia el noroeste, regando  cultivos en terrazas . En el piedemonte, el curso del Tassaout está represado por un primer embalse hidroeléctrico, el embalse Moulay Youssef, conocido localmente con el nombre de Embalse Aït Adel, del nombre de la fracción tribal local. Dos  kilómetros río abajo, por el segundo  embalse de Timinoutine. 
Después del pueblo de Agadir Bouachiba, el Tassaout entra en la llanura del Haouz sobre un eje sur norte. Es el único afluente del río Oum Er-Rbia que irriga la llanura del Haouz, que el  Tassaout atraviesa en su zona más oriental. Laâttaouia es la principal ciudad del curso bajo del Tassaout. En la llanura, 9080 hectáreas son irrigadas con sistema grandes y 2848 hectáreas lo están en un sistema pequeño y mediano. El oued Tassaout recibe por la  margen derecha el afluente Oued Lakhdar, a la  altura del municipio de Fraita (Provincia de El Kelaa des Sraghna).

## Afluentes
El principal afluente del Tassaout es el Oued Lakhdar. A partir del punto de confluencia, hay un debate para saber si aguas arriba el río tiene que llamarse uadi Tassaout o uadi Lakhdar. El Oued Lakhdar tiene en cualquier caso suficiente entidad para ser considerado por las agencias hidrográficas  del Tensift y del Oum Er-Rbia como un río que dispone  de su propia subcuenca. El uadi Lakhdar está represado por dos embalses, el Hassan I y el Sidi Driss.

## Embalses
Sobre el curso del oued Tassaout hay dos embalses: el primero es el embalse Moulay Youssef, conocido localmente bajo el nombre de Embalse Aït Adel. A su altura, el caudal medio del Tassaout es de 263 m3/s. Dos kilómetros río abajo  hay otro embalse, más pequeño, el embalse Timinoutine. Estos dos embalses están sometidos a una gran sedimentación y se están colmatando. También está prevista la construcción en 20015   de otro embalse en montaña, el embalse Tioughza, con un volumen útil de 130 millones de metros cúbicos.